# Le Portrait de Dorian Gray (film, 2009)
Pour les articles homonymes, voir Le Portrait de Dorian Gray (homonymie).
Pour plus de détails, voir Fiche technique et Distribution.
Le Portrait de Dorian Gray (Dorian Gray) est un film fantastique britannique réalisé par Oliver Parker, sorti le 9 septembre 2009 en Grande-Bretagne. C'est une adaptation du roman d'Oscar Wilde, Le Portrait de Dorian Gray.

## Synopsis
Dorian Gray, petit-fils de Lord Kelso et fils de Margaret Devereux, est un bourgeois londonien à l'époque victorienne. Élégant et d'une grande beauté, il décide de faire peindre son portrait par son ami Basil Hallward. L'ami de ce dernier, Lord Henry Wotton, surnommé Harry, rencontre par hasard Dorian un jour en venant chez Basil. Il se lie rapidement d'amitié avec le jeune Dorian.
L'œuvre de Basil, une fois terminée, s'avère être le plus beau tableau qu'il ait jamais peint. Dorian affirme qu'il donnerait tout, y compris son âme, pour que le portrait vieillisse à sa place, et que lui-même garde à jamais sa jeunesse et sa beauté.
Ce qu'il regrettera amèrement...

## Fiche technique
- Titre français : Le Portrait de Dorian Gray[1]
- Titre original : Dorian Gray
- Réalisation : Oliver Parker
- Scénario : Toby Finlay, d'après le roman éponyme d'Oscar Wilde
- Production : Barnaby Thompson, Alexandra Ferguson (coproductrice), Paul Brett (exécutif), Simon Fawcett (exécutif), James Hollond (exécutif), Xavier Marchand (exécutif), Charles Miller Smith (exécutif), Tim Smith (exécutif), James Spring, Sophie Meyer (associée).
- Musique originale : Charlie Mole
- Photographie : Roger Pratt
- Montage : Guy Bensley
- Décors : Niamh Coulter
- Costumes : Ruth Myers
- Genre : Drame fantastique
- Durée : 106 minutes
- Pays d'origine :  Royaume-Uni
- Langues originales : Anglais
- Date de sortie :
  -  : 9 septembre 2009
  -  : 15 avril 2010

## Distribution
- Ben Barnes (VFB : Sébastien Hébrant ; VQ : Nicolas Charbonneaux-Collombet) : Dorian Gray
- Colin Firth (VQ : Jean-Luc Montminy) : lord Henry Wotton
- Ben Chaplin : Basil Hallward, le peintre
- Rachel Hurd-Wood (VQ : Eloisa Cervantes) : Sybil Vane
- Rebecca Hall (VQ : Pascale Montreuil) : Emily Wotton, la fille d'Henry
- Emilia Fox : lady Victoria Wotton, l'épouse d'Henry
- Fiona Shaw : Agatha, la tante d'Henry
- Maryam d'Abo : Gladys Allonby
- Caroline Goodall : lady Radley
- Michael Culkin : lord Radley
- Jo Woodcock (en) : Celia, la fille de lord et lady Radley
- Pip Torrens : Victor, le valet de Dorian Gray
- Douglas Henshall : Alan Campbell, ami de Dorian Gray
- Johnny Harris (en) : Jim Vane, le frère de Sybil
- Max Irons : Lucius, le jeune agressé par Dorian Gray après avoir touché sa clé

Référence VQ : Doublage Québec